# 吉莉恩·林赛
吉莉恩·林赛（英語：Gillian Lindsay，1973年9月24日—），英国女子赛艇运动员。她曾代表英国参加1992年和2000年夏季奥林匹克运动会赛艇比赛，其中2000年奥运会获得一枚银牌。